# Стеклянный мост Чжанцзяцзе
Стеклянный мост Чжанцзяцзе — пешеходный мост, расположенный в Чжанцзяцзе, Китай, над районом Улинъюань. Мост прозрачен и имеет стеклянное дорожное покрытие. Это самый длинный и самый высокий стеклянный мост в мире. Мост был открыт для публики 20 августа 2016 года, имеет длину 430 метров и 6 метров ширину, подвешен на высоте 260 метров над землёй. Мост расположен в каньоне между двумя горными утёсами в Национальном лесном парке Чжанцзяцзе в центральной провинции Хунань в Китае. Он предназначен для одновременного посещения до 800 пешеходов. Мост был спроектирован израильским архитектором Хаимом Дотаном.
Для строительства моста инженеры построили 4 опорных столба по краям стен каньона. Мост выполнен из стальной рамы с более чем 120 стеклянными панелями. Каждая из этих панелей имеет три слоя закалённого стекла толщиной 5 см. С моста можно сделать прыжок с высоты 265 метров.
Мост установил десять мировых рекордов, охватывающих его дизайн и строительство.

## Стоимость строительства
Существуют расхождения в оценке стоимости моста: в мае 2016 года британское издание Daily Mail публиковало статью о ходе строительства, указав стоимость проекта 2,6 млн фунтов, однако впоследствии сумма в тексте была заменена на 460 млн юаней (48 млн фунтов), хотя в URL статьи сохранилось изначальное «2-6-million»; в день открытия моста для посетителей китайское CCTV назвало стоимость строительства «22,5 миллиона юаней или 3,4 миллиона USD», что впоследствии было повторено BBC News («3,4 млн USD или 2,6 млн фунтов») и другими СМИ; через месяц британский журнал Wired UK указал 460 млн юаней (48 млн фунтов) без ссылки на источник.